# Who Let the Dogs Out?
Who Let the Dogs Out? è una novelty song scritta e registrata da Anslem Douglas per il carnevale di Trinidad e Tobago nel 1998. Nel 2000 venne reinterpretata dai Baha Men ottenendo un grande successo.

## Storia
Fu ascoltata e registrata da un parrucchiere inglese che la fece sentire a Jonathan King che la registrò e la pubblicòsotto il nome d'arte di Fatt Jakk and his Pack of Pets.
La canzone arrivò all'attenzione di Steve Greenberg, che la produsse per un gruppo, i Baha Men, che stava promuovendo. I Baha Men registrarono il brano, che fu utilizzato per la colonna sonora di Rugrats in Paris: The Movie ed in seguito pubblicata come singolo nel 2000.
Il singolo ottenne un notevole successo arrivando al secondo posto della classifica dei singoli inglesi, e divenne il quarto singolo più venduto nel Regno Unito nel 2000. Inoltre in Australia il singolo arrivò alla prima posizione dei singoli più venduti, e vinse il Grammy Award nel 2001 come "miglior disco dance".
In un sondaggio condotto dalla rivista Rolling Stone Who Let the Dogs Out? è stata votata terza fra le dieci canzoni più "fastidiose" della storia.
La versione registrata da Anslem Douglas è tuttora molto suonata a Trinidad e Tobago, mentre quella dei Baha Man con il tempo è diventata una specie di inno sportivo, spesso suonato negli stadi.

Nel 2025, divenne la musica della pubblicità di Segugio (modificando le parole in "Vai su segugio!")

## Tracce
1. Who Let the Dogs Out?
2. Who Let the Dogs Out? (Bryan F. Mix)
3. Who Let the Dogs Out? (Crisqo Mix)
4. Who Let the Dogs Out? (Pal Mixer)
5. Who Let the Dogs Out? (Radio Mix)

## Classifiche
| Classifica (2003) | Posizione più alta |
| ----------------- | ------------------ |
| Svizzera          | 6                  |
| Austria           | 26                 |
| Francia           | 60                 |
| Paesi Bassi       | 4                  |
| Belgio            | 7                  |
| Svezia            | 3                  |
| Finlandia         | 18                 |
| Norvegia          | 3                  |
| Danimarca         | 6                  |
| Australia         | 1                  |
| Nuova Zelanda     | 1                  |